# Erica Gimpel
Erica Gimpel est une actrice et chanteuse américaine, née le 25 juin 1964 à New York, surtout connue pour avoir interprété le personnage de Coco dans la série télévisée Fame et avoir chanté la chanson du générique.

## Biographie
Enfant unique d'une mère chanteuse d'opéra et d'un père acteur et éditeur de poésies, elle entre dans la High School of Performing Arts (en), une prestigieuse institution qui n'accepte que 100 postulants sur 1 500 chaque année. Erica joue le rôle de Coco Hernandez dans la série télévisée Fame.
Elle reste pour quatre saisons dans cette série et y retourne quelques années plus tard en guest-star en étudiante diplômée. Fame connut un gros succès aussi bien en Europe qu'aux États-Unis.
Au milieu des années 1980, Erica joue à Broadway dans States of Schok et Soulful Scream of a Chosen Son et apparaît dans des productions de théâtre régional.
Erica a joué pour le cinéma dans Smoke, The King of New York, Homicide et The Fence, et pour la télévision, elle a joué dans Nord et Sud, où elle interprétait le rôle d'une esclave, dans New York Undercover, Les Anges du bonheur, New York, police judiciaire, Cosby Show, Profiler, The Big Easy, Urgences, Roswell, Babylon 5 et plus récemment dans Grey's Anatomy et Nikita.
Erica adore jouer du piano, elle compose sa propre musique, (elle a travaillé sur un album de jazz, de pop et de ballades) et pratique le yoga.
Elle a sorti son premier album Spread Your Wings and Fly en 2010.
Elle milite pour le « Soka Gakkaï International », une organisation mondiale pour la paix. Elle est amie avec l'actrice Lori Singer (qui interprétait Julie Miller, la violoncelliste) depuis la série télévisée Fame.

## Filmographie

### Cinéma
- 1990 : The King of New York : Dr Shute
- 1991 : Homicide : femme avec Randolph
- 1991 : Undertow : Nina
- 1994 : The Fence : Jackie
- 1995 : Smoke : Doreen Cole
- 1995 : Tuesday Morning Ride : Modine
- 2001 : No Such Thing de Hal Hartley : Judy
- 2003 : Freaky Friday : Dans la peau de ma mère (Freaky Friday), de Mark Waters : l'institutrice de Harry
- 2004 : Un fiancé pour Noël (A Boyfriend for Christmas) : Beth

### Télévision
- 1982 - 1987 : Fame : Coco Hernandez
- 1985 et 1986 : Nord et Sud : Semiramis
- 1988 : Cosby Show : Jennifer (1 épisode)
- 1994 - 2002 : Les Anges du bonheur (Touched by an Angel) : Sydney Jessup
- 1994 : New York, police judiciaire (Law & Order) : Templeton (1 épisode)
- 1995 : New York Undercover : Melinda
- 1996 - 1999 : Profiler : Angel Brown
- 1996 : Babylon 5 : Cailyn (Saison 3 Épisode 18)
- 1997 : Flic de mon cœur (en) (The Big Easy) : Felice Carlyle
- 1997 - 2003 : Urgences (E.R.) : Adele Newman
- 2001 : Roswell : Agent Suzanne Duff
- 2004 : JAG : Petite amie de Sturgis turner
- 2004 : Veronica Mars : Alicia Fennel
- 2006 : Dr. House Elizabeth Stone (Saison 2, Épisode 10)
- 2006 : Esprits criminels (Criminal Minds) : Sarah Morgan, la sœur de Derek Morgan (Saison 2 Épisode 12)
- 2009 : Grey's Anatomy : Bethany Anderson
- 2012 : True Blood : La fée aînée
- 2012 : Nikita : Carla
- 2014 : Switched : Mère de Sharee (Saison 3 Épisode 5)
- 2018 : Chicago Med : Lydia Singleton (Saison 3 Épisode 16)
- 2018-2020 : God Friended Me : Trisha (récurrente saison 1, principale saison 2)
- 2023 : Mayfair Witches : Ellie Mayfair
- 2023 : Code Quantum : Laura Evans (saison 2, épisode 4)